# Mauricio Hassid Michael
 (juillet 2013).
Si vous disposez d'ouvrages ou d'articles de référence ou si vous connaissez des sites web de qualité traitant du thème abordé ici, merci de compléter l'article en donnant les références utiles à sa vérifiabilité et en les liant à la section « Notes et références ».
Mauricio Hassid Michael (Salonique, Grèce, 1905 - Barcelone, Espagne, 1979) était un peintre espagnol.

## Biographie
Mauricio Hassid Michael naquit en 1905 à Salonique de parents israélites sépharades. Il partit tôt en Angleterre afin d'étudier les beaux-arts à l'université de Liverpool.
Il voyagea en 1930 à Paris et s'y maria. Il y vécut jusqu'en 1941, date à laquelle il quitta la France pour Barcelone, ses origines le mettant en danger durant l'Occupation. Pianiste de talent, il joua dans l'orchestre de Ray Ventura jusqu'à son départ pour Barcelone.
Il multiplia les expositions, à commencer par celle du 25 novembre 1967 à la Galería Grifé y Escoda de Barcelone, puis de nombreuses encore à Palma de Majorque, Marbella, Sitges et au Grand Palais à Paris.
Il enseigna la peinture à sa petite-fille avec qui il entretenait une relation privilégiée, Laurence Cohen, aujourd'hui peintre et architecte.